# Darfur Central
Estado Central de Darfur (em árabe: ولاية وسط دارفور) é um estado no sudoeste do Sudão e um dos cinco que compõem a região de Darfur. Foi criado em janeiro de 2012 como resultado do processo de paz em curso para a região mais ampla de Darfur.  A capital do estado é Zalingei. O estado foi formado a partir de terras que faziam parte dos estados de Darfur Ocidental e Darfur do Sul.
Em 4 de agosto de 2023, todo o estado foi confirmado como caído e reivindicado pelas Forças de Suporte Rápido após o colapso da capital do estado, Zalingei. 

## Distritos

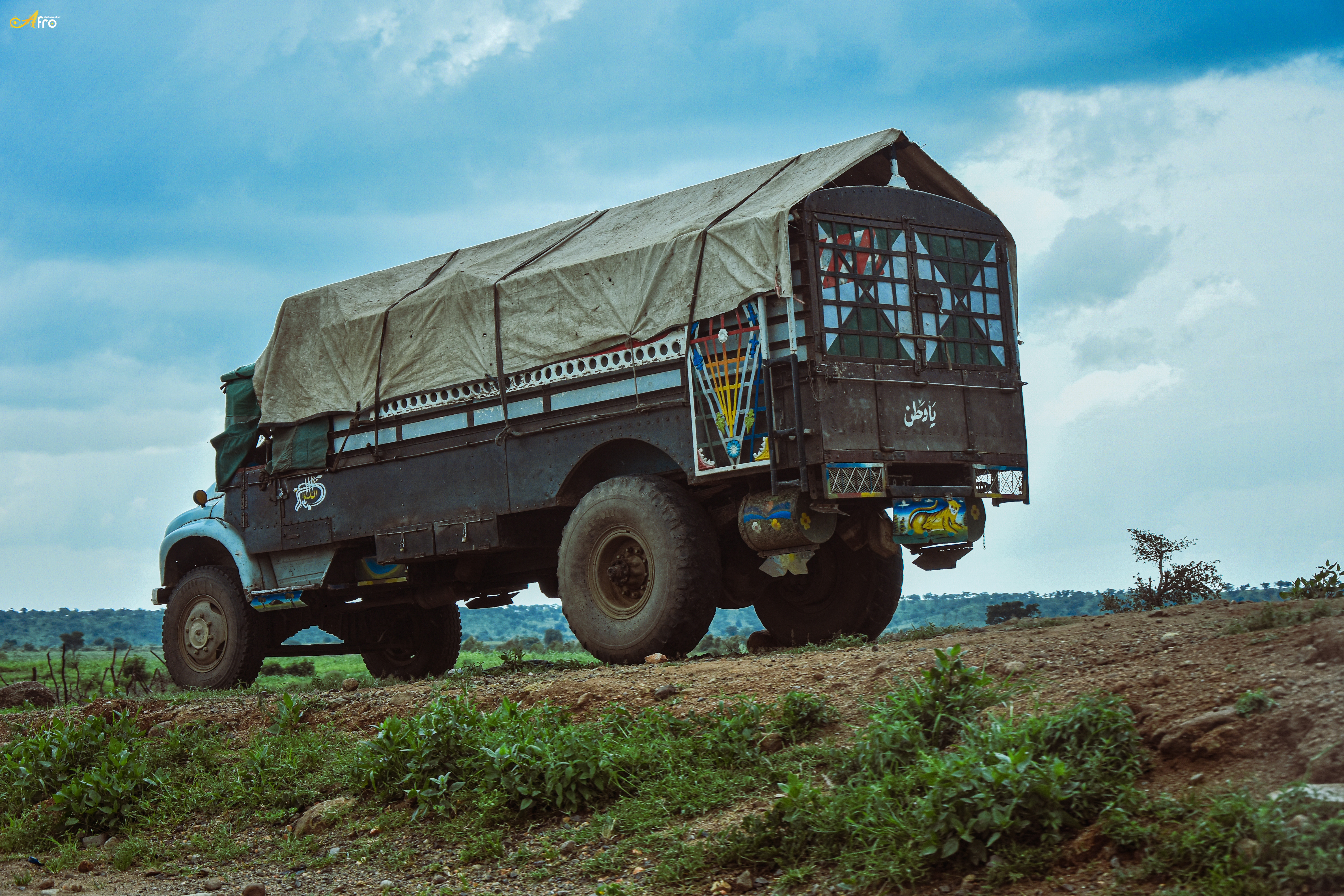
Um caminhão em Nertiti.

- Zalingei
- Azum
- Wadi Salih
- Mukjar
- Umm Dukhun
- Nertiti
- Rokirro
- Bindisi
- Kangey
- Soloa

## Governadores
| Nome                                                 | Período                                         | Referências |
| ---------------------------------------------------- | ----------------------------------------------- | ----------- |
| Jaafar Abdelhakam                                    | pelo menos durante 2016                         | [ 3 ]       |
| Major-general Khalid Nour El Dayem                   | 22 de fevereiro de 2019 – desconhecido          | [ 4 ]       |
| Adeeb Youssef                                        | 27 de julho de 2020 – 25 de outubro de 2021     | [ 5 ] [ 6 ] |
| Saad Babikir                                         | 13 de dezembro de 2021 – 22 de novembro de 2023 | [ 7 ] [ 8 ] |
| Vago (estado ocupado pelas Forças de Suporte Rápido) | a partir de 22 de novembro de 2023              | [ 9 ]       |